# Himbové

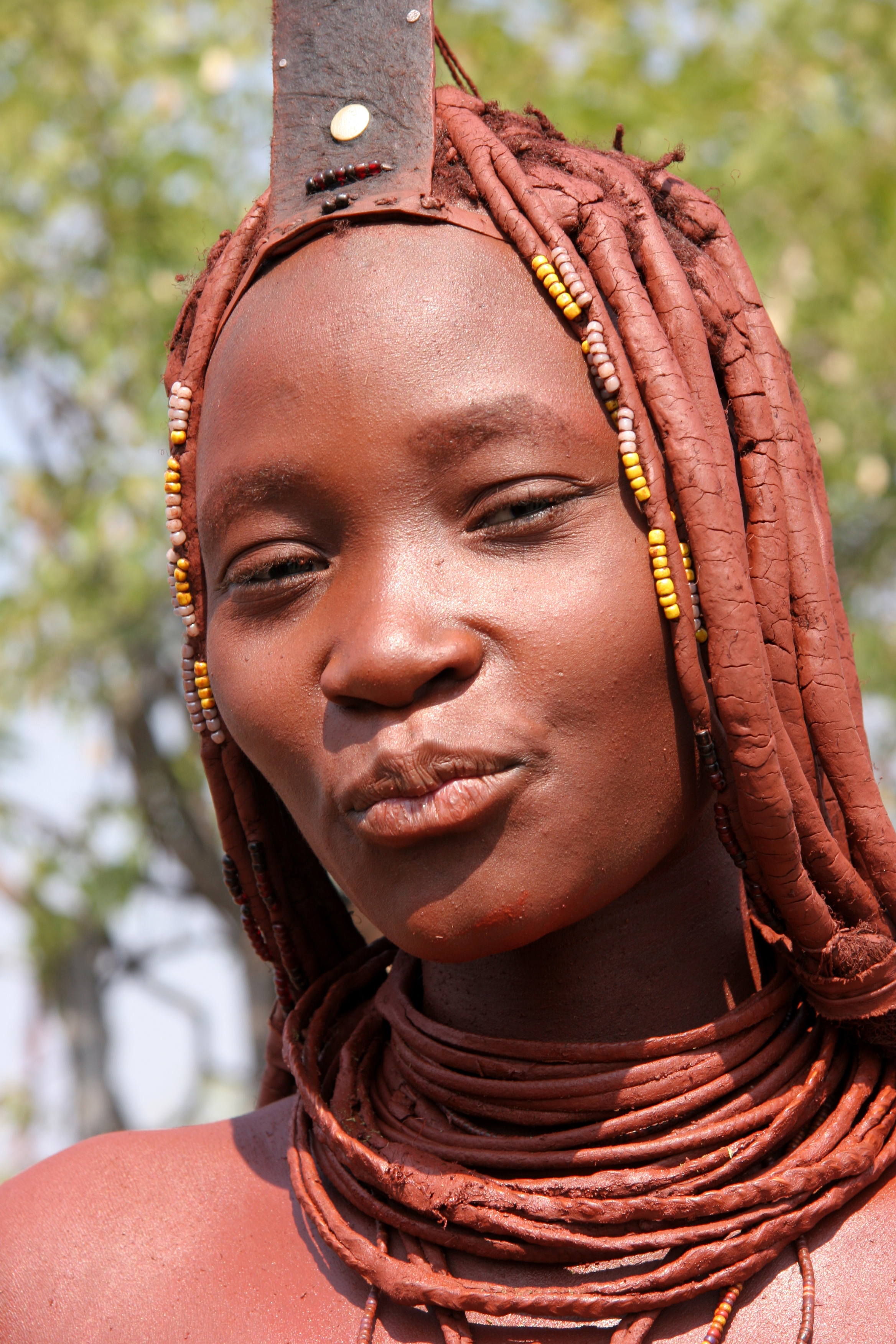
Himbská žena

Himbové (Himba – jeden, Ovahimba – více než jeden) jsou etnikum žijící v severovýchodní Namibii v regionu Kunene (dříve Kaokoland) a jižním pobřeží Angoly. Jejich počet se odhaduje na 15–20 000 v Namibii a až 10 000 v Angole, různé zdroje ale uvádějí poměrně odlišná čísla. Jsou historicky totožní s etnikem Hererů (Himba – „lidé západu“, Herero – „lidé východu“), od kterého se liší pouze místem výskytu a mnohem omezenějším přijetím životních norem evropských kolonizátorů. Mluví hererštinou, jazykem patřícím do skupiny bantuských jazyků. Jejich hlavním zdrojem obživy je pastevectví.

## Původ a dějiny
Himbové přišli do oblasti dnešního Kunene zhruba v polovině 16. století ze severu současné Angoly. V té době ještě jejich označení Himbové neexistovalo. Na rozdíl od ostatních Hererů později nepokračovali dále na jih. V 19. století čelili nájezdům Namů (Hotentotů), kvůli čemuž se jich většina přesunula na sever od řeky Kunene, kde jim podle některých historiků začali již usídlení místní obyvatelé z národa Ngambwe říkat Ovahimbové.
Na začátku 20. století v jihozápadní Angole začíná organizovat do bojových oddílů himbské uprchlíky hererský bojovník Vita („Válka“). Jeho řady později doplnili i Hererové, kteří přežili povstání z let 1904–1905 potlačené německými koloniálními jednotkami a jejich následnými masakry. Při svém působení spolupracoval s portugalskými kolonisty i tamějšími bílými osadníky búrského původu, kterým pomáhal při místních nepokojích výměnou za zbraně a munici. Podnikal výpady na území jihozápadní Angoly a jeho okolí. V období po skončení první světové války Vita přešel zpátky řeku Kunene a umožnil tak Himbům/Hererům znovu osídlit území Kaokolandu.
Kaokoland byl v roce 1928 vyhlášen Jihoafrickou unií rezervací pod správou několika tradičních náčelníků (jedním z nich byl i Vita). V 70. letech populace Himbů na tomto území čítala asi 5000 lidí. Ačkoliv zde byl zřízen bantustan, nikdy neměl svou vlastní vládu.
Na počátku 80. let postihlo oblast dlouhotrvající sucho, kvůli němuž pošlo asi 80 % (jiný zdroj uvádí 90 %) pro Himby životně důležitého skotu. Zároveň zde South West Africa People's Organization - SWAPO, bojující proti jihoafrické nadvládě v Namibii, otevřela západní frontu, ve které se bez vlastního zájmu Himbové ocitli. Následkem těchto okolností se několik tisíc obyvatel Kaokolandu přesunulo do uprchlických táborů, nejvíce v okolí osady Opuwo. Po roce 1982, který na svém začátku přinesl silné deště, většina Himbů tábory opustila. Stavy jejich dobytka začaly opět růst a v polovině 90. let se dostaly takřka na úroveň před velkými suchy.

## Kultura, společnost a náboženství
Život Himbů je spjat s jejich stády chovného dobytka, především skotu, ale také ovcí a koz. Dobytek je ukazatelem majetku a funguje i jako platidlo. Z kravského mléka vyrábějí Himbové jogurty a tvaroh, zužitkovávají i kůži a trus. V období dešťů je intenzivně pěstována kukuřice. Pastevectví je doménou mužů, zatímco pěstování kukuřice mají na starosti ženy. Ty také během dne zůstávají v blízkosti vesnic s dětmi.

### Rodinné klany, dědické linie
Himbové používají systém bilaterálního původu. Mateřská linie příbuzenství určuje dědictví hmotného majetku včetně dobytka (syn dědí majetek svého strýce z matčiny strany) a rozsáhlé příbuzenské vazby v himbské Společnosti, otcovská linie místo usídlení a práva v oblasti náboženství a rituálů. Při sňatku přechází nevěsta k otcovské linii svého manžela a s tím i k jeho náboženským zvyklostem. U mužů je patrilineární příslušnost trvalá. Ačkoliv v himbské společnosti není žádný klan nadřazený jiným, příslušnost ke konkrétním liniím má význam pro toho, kdo aspiruje na vůdčí pozici. To přinášelo potíže kolonistům, kteří pro správu území Himbů zavedli systém vůdcovství děděného po otcovské linii, a tyto problémy provázely výběr vůdce i poté.

### Sňatky, sexuální chování, iniciační obřady
Společnost Himbů toleruje mnohoženství a předmanželský pohlavní styk. Po vdání se ale žena musí zůstat svému manželovi věrna, pokud jí on nedovolí nebo nepřikáže styk s jiným mužem. Když je cizí muž přistižen s vdanou ženou, musí se jejímu muži vyplatit.
Himbští muži si nemohou vzít ženu z jiného národa. Dívky jsou svým budoucím ženichům rodinou prodány, a to i ve věku kojence. Vyjednávání svatby může být dlouhodobou záležitostí.
Himbky jsou způsobilé pro manželství po skončení první menstruace, po níž následuje iniciační rituál a přijetí mezi dospělé. V případě chlapců se podobné obřady konají na popud starších členů rodinného klanu, kdy dochází k hromadné obřízce těch, kteří ji ještě nepodstoupili.

### Náboženství a rituály
Himbové jsou animisté a mají svá posvátná místa. Zemřelí se pohřbívají do označených hrobů v zemi a předkové jsou uctíváni, neboť zprostředkovávají komunikaci mezi živými a stvořitelem. Pro toto uctívání je stěžejní obřadní oheň, jehož opatrovníkem je stařešina vesnice. Díky ohni mohou být předkové přítomni významným událostem, jako jsou svatby, iniciace chlapců a dívek a další obřady. Na místo, kde se oheň nachází, je zakázán vstup cizincům, kteří předkům nebyli představeni. Obřadní oheň je přenášen mezi tábořišti a není možné ho využívat k přípravě jídel. Komunikace s předky je vyhrazena pouze mužům, ženy mohou pokládat dotazy pouze prostřednictvím nich. Provdáním se žena ztrácí kontakt s předky své předešlé otcovské linie a získává nový s otcovskou linií manžela. Po smrti stařešiny přestává být oheň využíván k posvátným účelům, vybraný nástupce zapaluje svůj vlastní nad hrobem svého předchůdce a přenáší ho do vesnice.
V náboženském systému Himbů mají svou pozici i posvátná zvířata. Jejich mléko mohou pít pouze přímí potomci z otcovské linie a to až poté, co je stařešinou rituálně očištěno.
Himbové vyznávají jednoho boha jménem Mukuru. Mukuru je stvořitel světa, svrchovaný vládce. Bantuský kořen slova vyjadřuje velikost a moc. Himbové pěstují kult zemřelých předků (ovakuru), přičemž zesnulí podléhají bohu Mukuruovi a působí jako prostředníci mezi žijícími Himby a bohem Mukuruem. Zvířecí oběti Himbové nepraktikují, nic o případných lidských obětech v minulosti není známo. Himbové znají magický systém omiti, který v kontextu tradičních afrických náboženství odpovídá čarodějnictví. Himbové se čarodějů ovládajících omiti obávají a někteří věří, že každá smrt je výsledkem působení omiti. Omiti charakterizuje útok zlé síly na člověka. Odhalovat zdroj omiti pomáhá postiženým lidem himbský léčitel, který tyto síly zná, dokáže je identifikovat a oběť proti nim jistým způsobem chránit, ale sám je nepoužívá. Léčitel má na rozdíl od čaroděje pouze pomáhat, uzdravovat a rozpoznávat příčiny neštěstí. Důležitým kulturně-náboženským přechodovým rituálem je mužská obřízka – vstup do dospělosti.

### Sídla
Himbové žijí v sídlech určených jejich otcovskou dědičnou linií. Jednotlivé domky jsou rozmístěny kruhově kolem obřadního ohně. Postavené jsou z větví a zvířecích výkalů smíchaných s pískem. Hlavou sídla je nejstarší muž z otcovské linie. V usedlostech mohou žít i členové spřízněni s jejich vůdcem po mateřské linii, kteří mají právo využívat zdejší dobytek. Jejich domy jsou situovány napravo od obřadního ohně, zatímco domy členů otcovské linie nalevo. Oheň samotný se nachází mezi ohradou pro dobytek a hlavní chýší vůdce sídla. Tyto vesnice mohou být ohrazeny plotem. Vchod dovnitř je potom tradičně na západní straně, může být ale i v místě, kudy vede používaná cesta.

### Ovlivňování kultury moderní civilizací
Pro Namibii jsou Himbové jedna z turistických atrakcí. Vlivem styku s bělochy a ostatními obyvateli Namibie v některých oblastech dochází k částečnému ústupu tradičních oděvů a úprav vlasů u mužů a jejich nahrazování evropskými. Himbští muži mají možnost vydělávat si peníze prací a prodejem zvířat mimo vlastní komunitu. Jelikož to samé neplatí o ženách, ty zachovávají tradičnější způsob života, aby si udržely svůj společenský status přes snižování jejich ekonomického významu. Možnost kupovat si zboží za peníze také mění některé životní návyky (používání hodinek, rádiopřijímačů, kupování nedostupných materiálů...) a jídelníček Himbů, mimo jiné i pití alkoholu.
Pro vzdělávání himbských dětí zřídila namibijská vláda mobilní školy. Minimálně v jednom případě ale způsob, jakým si škola zajišťovala docházku (v Namibii oficiálně povinnou) – rozdáváním jídla – vedl k ukončení tradičního kočovného života rodin vyučovaných dětí, které si zvykly na pravidelný přísun potravy. Vyučování na těchto školách je také kritické k některým obyčejům Himbů, jako je hygiena.

## Vzhled a odívání
Himbové na rozdíl od Hererů nepřejali evropský styl oblékání a jejich vzhled je velice charakteristický. Vyšší důraz než na samotné skromné ošacení je kladen na ozdoby a úpravu vlasů.
Ženy nosí ručně vydělávanou kozí nebo hovězí kůži kolem pasu, muži kus kůže jako sukni. U obou pohlaví zůstávají hruď a břicho po celý život nezahalené. Himbové chodí na boso nebo nosí boty z hovězí kůže, případně vyrobené ze starých pneumatik.
Muži v dětství mají vyholenou celou hlavu s výjimkou jednoho copu uprostřed čela. Tento cop je rozdělen do dvou v období hledání manželky. Po svatbě muž nechává vlasy volně růst na celé hlavě a svazuje je do kožené pokrývky, kterou sundavá jen jednou za zhruba dva roky kvůli úpravám. Pro ztužení účesu používá tuk a hobliny. Ženatý muž nosí náhrdelník ze škeblí, pokud je vůdcem vesnice, tak i postupně předávaný železný náramek jako symbol svého postavení.
Dívky nosí nejdříve dva dopředu směřující copy, v pubertě potom několik copů už nespadávajících do obličeje. V tomto období také dostávají kravský roh, ve kterém uchovávají směs hlíny, tuku a bylin, kterou si potírají celé tělo, a bílý korálový náhrdelník (také děděné náhrdelníky z kovových kroužků). Většina dívek nosí kolem pasu ornamentální opasek z kusů dřeva nebo kostí. Trojúhelníkový ornament mají Himbky zavěšen na zádech. Po svatbě získávají od příbuzných z ženské rodové linie dekorovanou koženou korunku. Dospělá žena má nasazený náhrdelník ze skleněných korálků, skořápek a kusů mědi. Kolem kotníků nosí kruhy z drátů, které jí chrání před útoky drobných zvířat. Pro přenášení dětí má na zádech kožené popruhy.
Kromě povinných ozdob nosí Himbové i další, které považují za vzhledné. U žen je častá mořská mušle zavěšená na hrudi (ohumba) nebo měděné náramky. Většina materiálů určených k výrobě ozdob nepochází z Kaokolandu a musí být dovážena.

## Problém s přehradou na řece Kunene
V roce 1992 se namibijská a angolská vláda dohodly na stavbě přehrady a elektrárny na řece Kunene. Oficiálním důvodem je energetická soběstačnost zemí (např. Namibie importuje 60 % elektřiny z Jihoafrické republiky). Podle původního projektu měla přehrada zaplavit Epupské vodopády, místo setkávání himbských rodin a turistickou atrakci. V současnosti se plánuje 40 km dlouhá vodní nádrž v Bayneských horách, která bude zasahovat až k vodopádům. Hrozbou pro Himby je zaplavení jejich posvátných pohřebišť (týká se hlavně původního návrhu), narušení místního ekosystému a ohrožení himbské kultury, jelikož se do místa stavby nastěhuje několik tisíc lidí. To může přispět i k rozšíření nákazy AIDS.

## Galerie

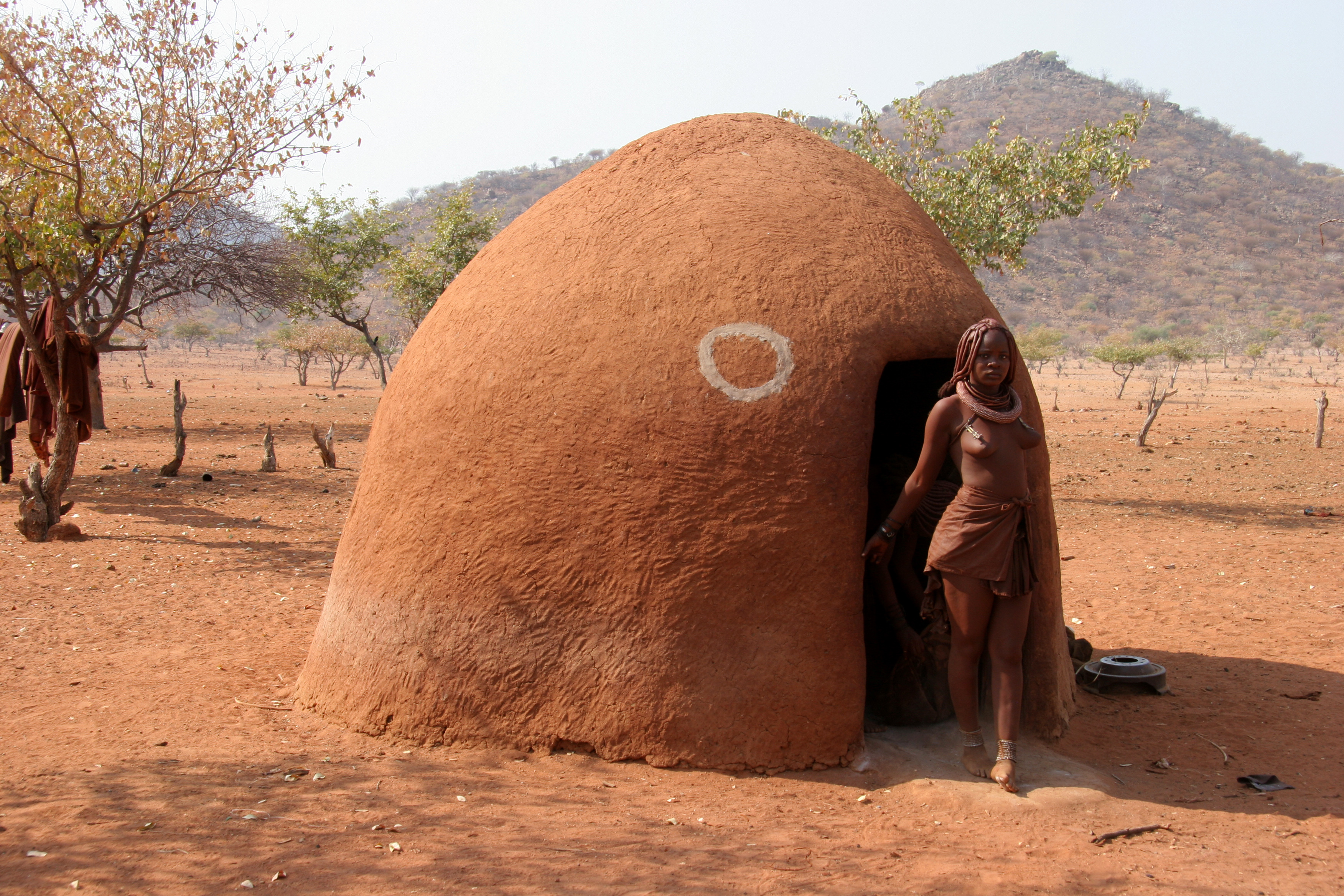
Himbská dívka před svým obydlím.
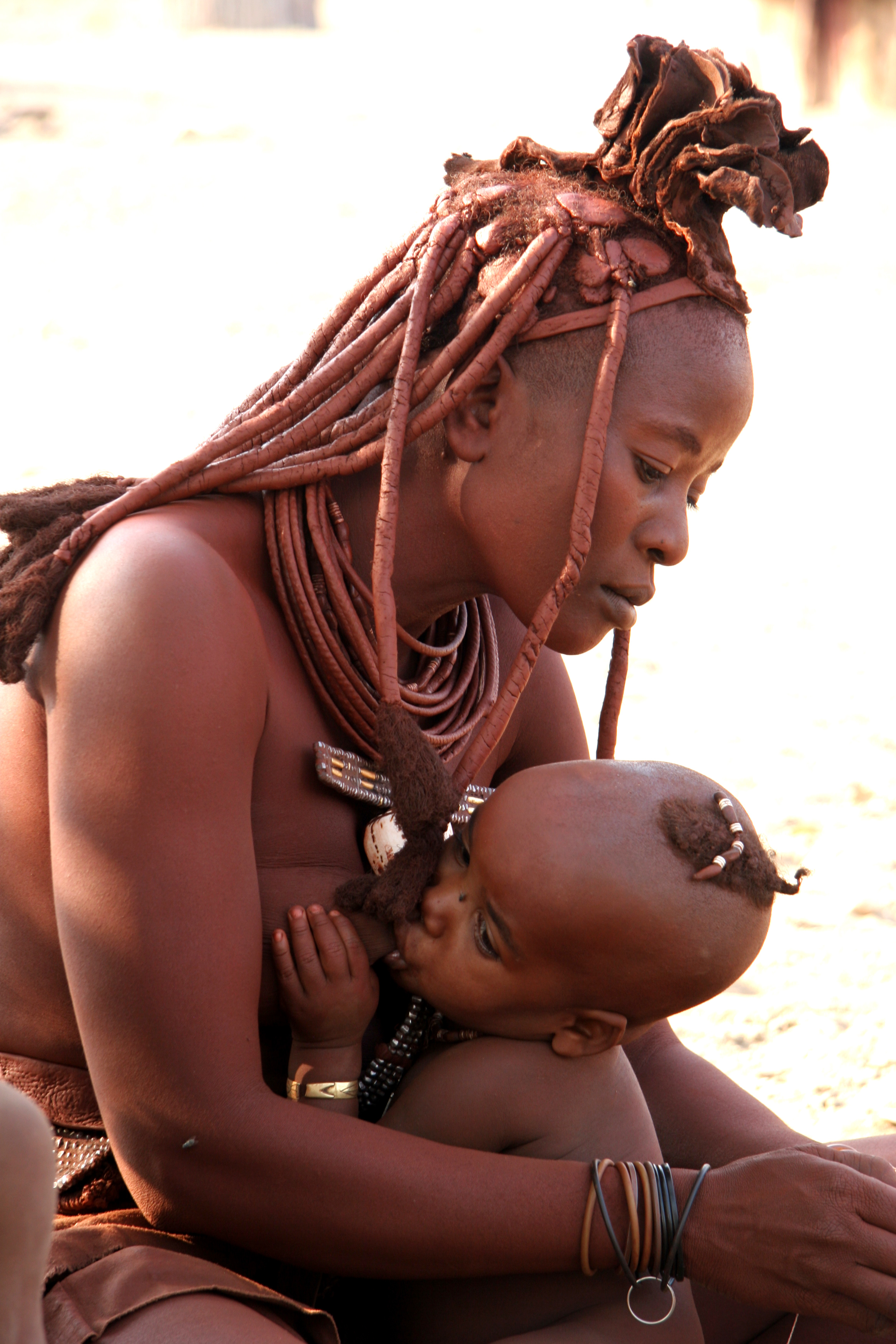
Kojící žena.
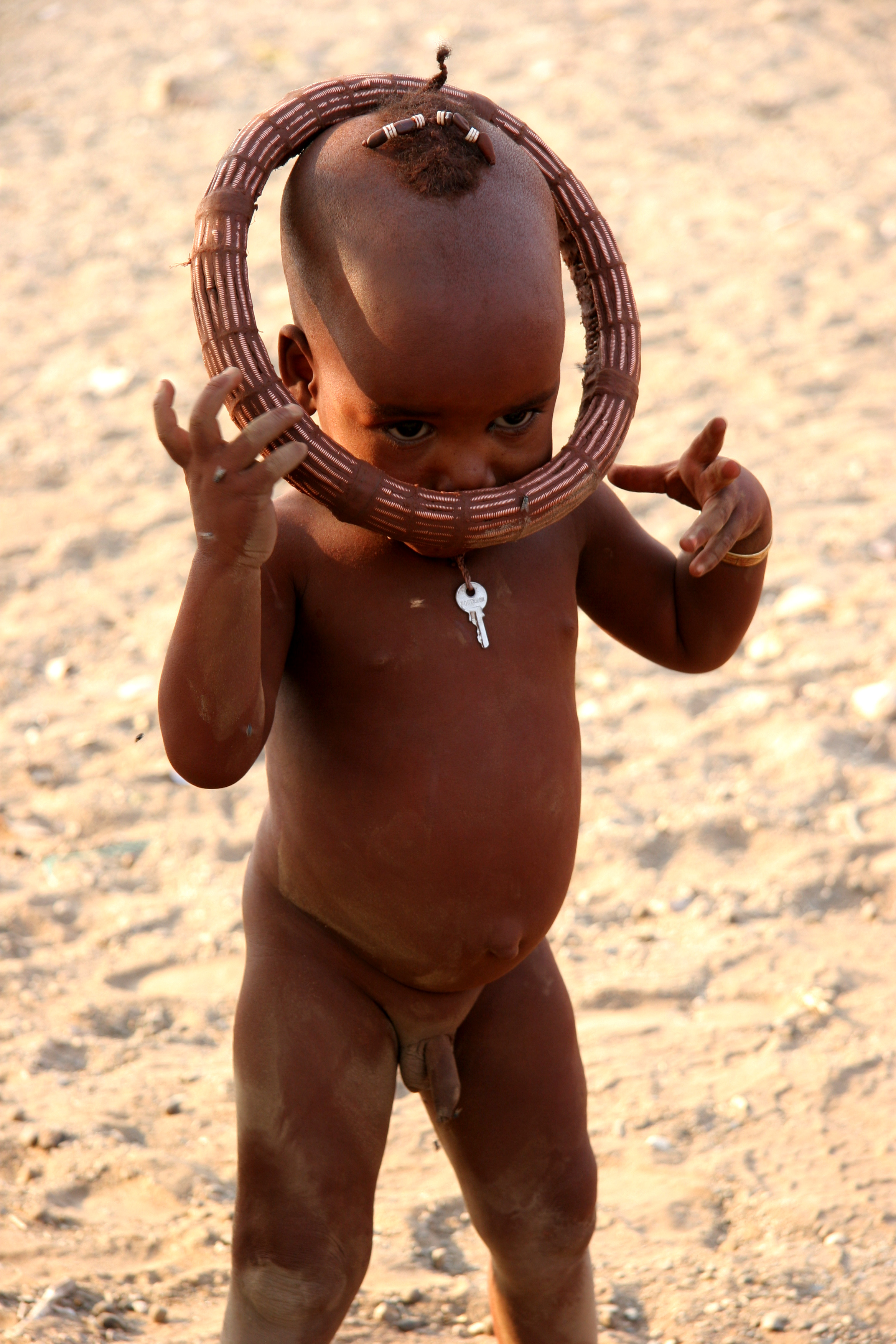
Hrající si dítě.
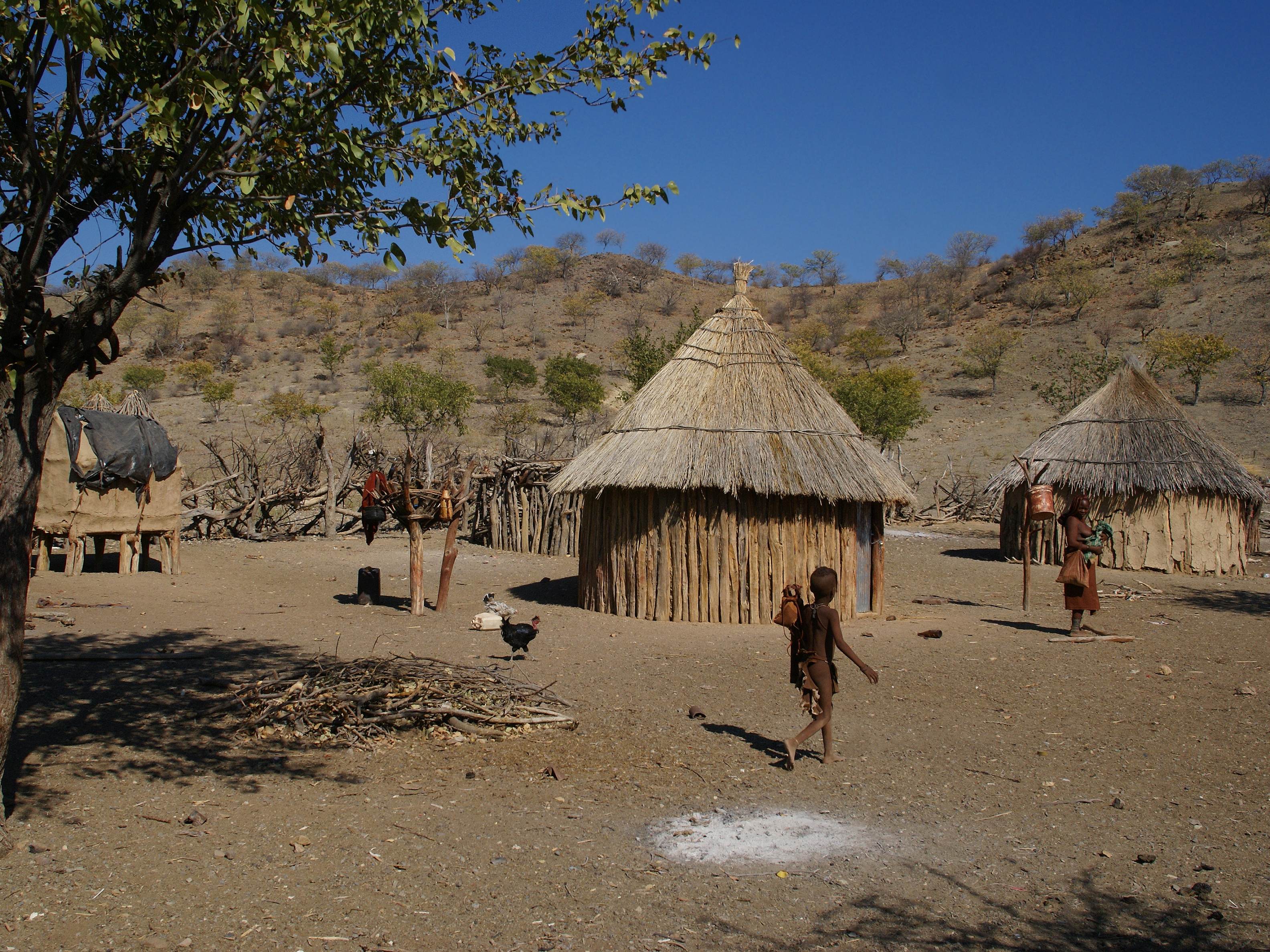
Himbská vesnice zhruba 15 km od Opuwa.